# Eduardo Lago
Eduardo Lago, właściwie Carlos Eduardo Lago Soares (ur. 31 sierpnia 1958 w Rio de Janeiro) – brazylijski aktor teatralny, filmowy i telewizyjny.

## Kariera
Jego przygoda z aktorstwem zaczęła się w 1982 roku od roli Guto w telenoweli stacji telewizyjnej Rede Globo Szczęśliwe zakończenie (Final Feliz). Wkrótce po debiucie, grał w telenoweli Wszystko na wierzchu (Tudo Em Cima, 1985). Wystąpił w miniserialu Kuzyn Bazylii (O Primo Basílio, 1988) i telenoweli Rede Globo: Por Amor (1997). Kamieniem milowym w jego karierze była telenowela Rede Globo Kobieta w miłości (Mulheres Apaixonadas, 2003) i rola Leandro Sampaio Vianny, który ożenił się z kobietą, która cierpi na raka piersi.
W operze mydlanej Malhação (Trening, 2004) grał rolę nieobecnego ojca Marcelo Henrique Soares da Costa, męża Beatriz Soares da Costy. Pojawił się w telenoweli Rede Globo Ameryka (América, 2005) o marzeniach rozwoju w Stanach Zjednoczonych i poruszającej kontrowersyjne kwestie stosunków gejowskich. W telenoweli Rede Globo Páginas da Vida (2006) wystąpił jako alkoholik Bira. W brazylijskiej telenoweli Mojżesz – Dziesięć Przykazań (2015) wystąpił jako egipski generał Disebek.

## Wybrana filmografia

### Filmy fabularne
- 1984: Para Viver Um Grande Amor jako Plinio
- 1985: O Cavalinho Azul
- 1988: Sonhos de Menina Moça
- 2000: O Circo das Qualidades Humanas jako José Ulysses de Almeida
- 2006: Gatão de Meia Idade jako przyjaciel
- 2009: Divã jako Carlos Ernesto

### Seriale TV
- 1982: Final Feliz jako Guto
- 1985: Tudo em Cima jako Gato
- 1986: Cambalacho jako Fábio (przyjaciel Atosa)
- 1988: O Primo Basílio jako Arnaldo
- 1997: Por Amor jako Alfredo
- 1998: Torre de Babej jako prawnik Tropical Tower
- 2003: Mulheres Apaixonadas jako Leandro Sampaio Vianna
- 2004: Como uma Onda jako Osvaldo
- 2004: Malhação jako Marcelo Henrique da Costa Soares
- 2005: América jako Arnaldo (gość specjalny)
- 2006: Páginas da Vida jako Ubirajara Rangel (Bira)
- 2007: Caminhos do coração jako Luís Guilherme (Guiga)
- 2008: Os Mutantes - Caminhos do Coração jako Luís Guilherme (Guiga)
- 2009: Promessas de Amor jako Luís Guilherme (Guiga)
- 2009: A Lei e o Crime jako Renato
- 2010: Ribeirão do Tempo jako Lincon Rocha
- 2013: Pecado Mortal jako José Vergueiro
- 2013: Józef z Egiptu (José do Egito) jako Pentephres
- 2014–2015: Cuda Jezusa (Milagres de Jesus) jako Zanoa
- 2015: Mojżesz – Dziesięć Przykazań (Os Dez Mandamentos) jako Disebek